# Ален Фурније
Ален Фурније (фр. Henri-Alban Fournier; Шапел д'Анжијону, Француска, 3. октобар 1886 - Сен Реми-ла-Калону, Француска, 22. септембар 1914) је француски писац чије је право име Анри Албан Фурније.

## Биографија
Ален Фурније рођен је 3. октобра 1886. године у Шапел д'Анжијону у Француској. Родитељи су му били учитељи, па је Ален 1891. године био у 5. разреду, учећи код свог оца. Затим је похађао гимназију Луј Велики, Лицеј Лаканал, где је упознао Жака Ривиера (који му је постао нераздвојни друг, а касније, 1909. године, се оженио Аленовом млађом сестром, Изабелом).
Анри Албан Фурније је 1901. године одлучио да се придружи морнарици и уписао се у средњу школу у Бресту да би се припремио за Морнаричку школу. Годину дана касније променио је мишљење. Касније је наставио школовање у Лицеју Волтер у Паризу.

## Књижевни рад
У периоду од 1907. до 1909. године је објавио неколико есеја, новела и прича. Како се у јуну 1905. године заљубио у Ивон –Мари (Yvonne Marie Elise Toussaint) , поверио се свом другу, Жаку. Ивон и Ален су разговарали два пута, али му она није узвратила љубав. Следећих година ју је чекао на истом месту, у исто време, али безуспешно. Тада је рекао Жаку да „она није дошла.Али, ако би се појавила, то не би била она иста.“ Нису се срели у следећих осам година, а када су се видели, она је већ била удата и имала двоје деце. Под јаким утиском неузвраћене љубави, написао је тај, једини роман, књигу „Велики Мон“ (Le Grand Meaulnes), у коме је баш та Ивон приказана као Ивон де Гале (Yvonne de Galais) и објавио је 1913. године.
Годину дана након објављивања те књиге Ален је, као поручник у француској војсци, погинуо у Првом светском рату у близини Вердана, 22. септембра 1914. године.

### „Велики Мон”
Иако је у свом кратком животу објавио једини роман „Велики Мон“, Фурнијеа сматрају једним од класика француске књижевности. Популарност „Великог Мона“ утолико је невероватнија што у њему нема ни велике теме, ни дубоке мисли, ни "тешке" психологије. Само сентиментално-биографска љубавна прича, обавијена велом тајне, пуна симболике и нове осећајности.„Велики Мон“ представља јединствену мешавину стварног, обичног, свакодневног, и тајанственог, необичног и нестварног. Скривени смисао овог романа налази се у идеји жудње за великим, снажним и апсолутним. Сви његови јунаци су у непрекидном тражењу апсолутне среће. Мон осећа да замишљени рај из његове младости не постоји и зато бежи од обичне среће која му се нуди, али није она о којој је сањао. Стил Алена-Фурнијеа у блиској је вези са садржином и смислом  овог дела. То је једноставан и природан стил, јер је и живот његових јунака једноставан, нераздвојив од природе. Али је истовремено и поетичан и узбудљив, дискретан и одмерен, живописан и снажан. Овај дубоко поетични роман, ова песма у прози о детињству и сну, о неизмерној и недостижној срећи, оставља незабораван утисак на читаоце свих генерација, али и будуће генерације писаца.

## Награда
Од 1986. године се у граду Сен-Аман-Монтро (Saint-Amand-Montdrond - Француска) додељује награда „При Ален Фурније“ (Prix Alain-Fournier) за најбољи дебитантски роман.

## Издања у Србији
Роман „Велики Мон“ објављен је први пут на српском језику 1953. године, у преводу универзитетског професора Рашка Димитријевића. Други пут је објављен 2006. године, у издању Завода за уџбенике, а касније и у издању Круг-комерца. Два пута је филмован (1967. и 2006. године).